# Broumy
Broumy település Csehországban, a Berouni járásban. Broumy Roztoky, Bzová, Líšná, Skryje, Svatá, Kublov, Hudlice, Hředle, Karlova Ves és Březová településekkel határos. Lakosainak száma 982 fő (2024. január 1.).

## Népesség
A település lakosságának változását az alábbi diagram mutatja:
| Lakosok száma | 921  | 930  | 946  | 878  | 816  | 860  | 943  | 963  | 977  | 982  |
|               | 1869 | 1900 | 1921 | 1961 | 1980 | 2011 | 2016 | 2019 | 2021 | 2024 |